# وزارت امور خارجه فرانسه

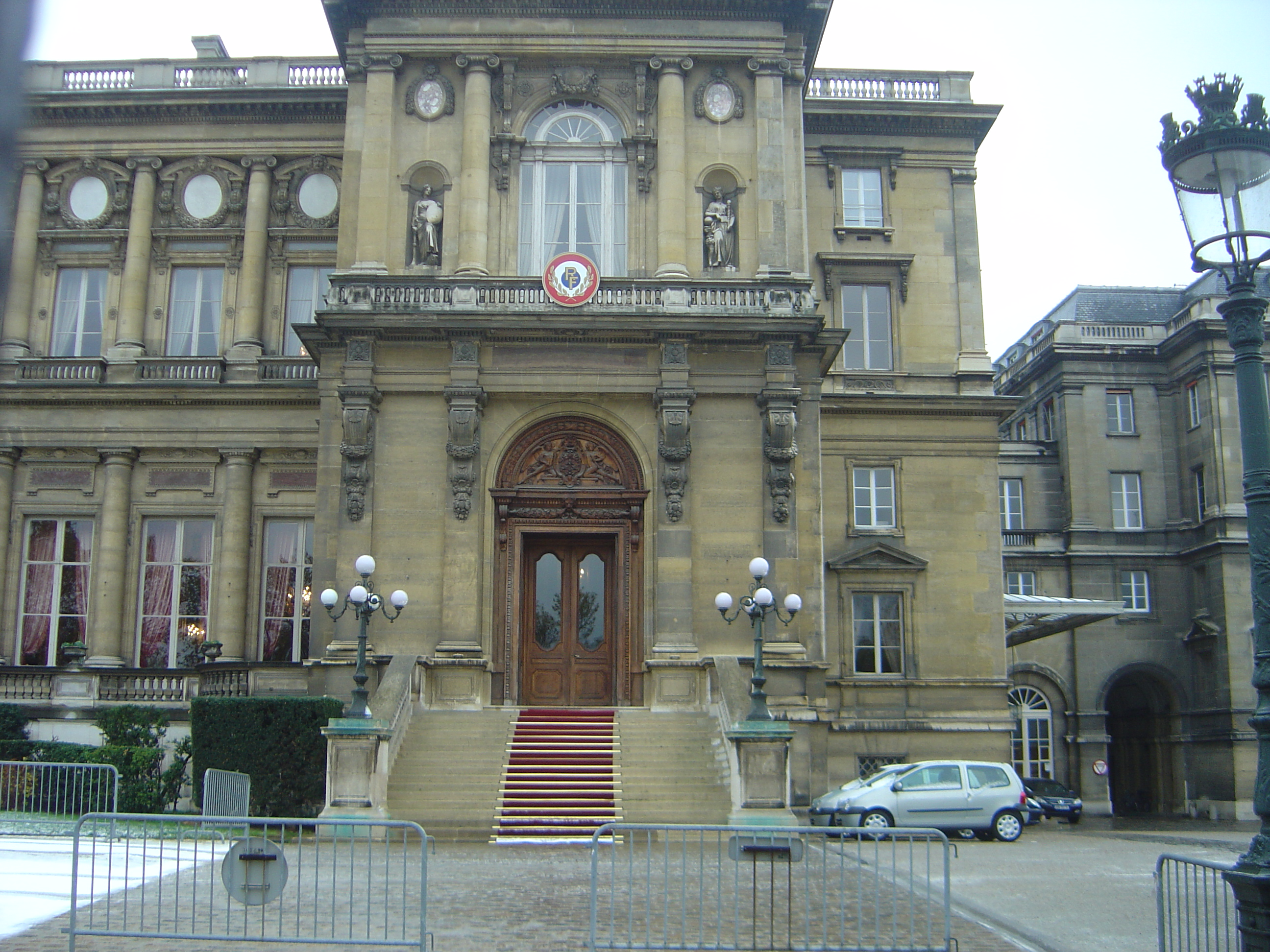
ورودی رسمی وزارت امور خارجه فرانسه

وزارت امور خارجه یکی از وزارت‌خانه‌های دولت فرانسه است که مسئولیت روابط خارجی را بر عهده دارد. مقر اصلی این وزارت‌خانه در پاریس، نزدیک مجمع ملی قرار دارد. بخشی از وزارت خارجه نیز در نانت مستقر است.
در کابینه فرانسه، وزیر امور خارجه و توسعه بین‌المللی (به فرانسوی: Ministre des Affaires étrangères et du Développement international) پاسخگوی روابط خارجی کشور فرانسه است. در حال حاضر، استفان سژورنی وزیر خارجه فرانسه می‌باشد.
امور خارجی فرانسه در طول تاریخ در عناوین مختلفی بوده، ولی در انقلاب سال ۱۷۹۱ وزارت امور خارجه رسماً ایجاد می‌شود.

## پیوند
وبگاه رسمی وزارت امور خارجه فرانسه